# Aguacatitlán
Aguacatitlán är en ort i Mexiko.   Den ligger i kommunen Tulcingo och delstaten Puebla, i den sydöstra delen av landet, 180 km sydost om huvudstaden Mexico City. Aguacatitlán ligger 1 099 meter över havet och antalet invånare är 196.
Terrängen runt Aguacatitlán är kuperad. Runt Aguacatitlán är det glesbefolkat, med 17 invånare per kvadratkilometer. Närmaste större samhälle är Tulcingo de Valle, 13,4 km nordväst om Aguacatitlán. I omgivningarna runt Aguacatitlán växer huvudsakligen savannskog.